# Ngardmau
Ngardmau ist ein administrativer „Staat“ (eine Verwaltungseinheit) der pazifischen Inselrepublik Palau. Er liegt im Norden der Hauptinsel Babeldaob. Auf dem 30 km² großen Gebiet von Ngardmau leben 238 Personen (Stand 2020). Diese konzentrieren sich in den drei Ortschaften Ngetbong, Ngerutoi und dem Hauptort Urdmang.
Die höchste Erhebung des Bezirks ist der 242 m hohe Mount Ngerchelchuus. Am Fuß des Berges findet sich eines der ältesten Waldgebiete Palaus, in dem viele Vogelarten heimisch sind.